# Pleurodema bufonina
Pleurodema bufonina é uma espécie de anfíbio  da família Leptodactylidae.
Pode ser encontrada nos seguintes países: Argentina e Chile.
Os seus habitats naturais são: florestas subantártica, florestas temperadas, matagal subantártico, temperate shrubland, matagal árido tropical ou subtropical, campos de gramíneas subantárcticos, temperate grassland, rios intermitentes, pântanos, marismas intermitentes de água doce, terras aráveis, jardins rurais, lagoas e escavações a céu aberto.